# Бибан (Мехединци)
Бибан (рум. Biban) насеље је у Румунији у округу Мехединци у општини Падина. Oпштина се налази на надморској висини од 224 m.

## Становништво
Према подацима из 2002. године у насељу је живело 126 становника, од којих су сви румунске националности.